# Équipe du Cap-Vert masculine de basket-ball
Cet article traite de l'équipe masculine. Pour l'équipe féminine, voir Équipe du Cap-Vert féminine de basket-ball.
Maillots
L'équipe du Cap-Vert masculine de basket-ball est l'équipe nationale qui représente le Cap-Vert dans les compétitions internationales masculine de basket-ball. Elle est placée sous l'égide de la Fédération du Cap-Vert de basket-ball. L'équipe est affiliée à la FIBA depuis 1988. Son surnom est "Tubarões martelo", ce qui signifie « Les requins marteau ».
L'équipe existe depuis l'indépendance du pays en 1975. Son plus grand exploit fut la médaille de bronze remportée à l'AfroBasket 2007, où le Cap-Vert a battu l'Égypte lors de son dernier match. En 2023, le Cap-Vert s'est qualifié pour sa toute première Coupe du monde en décrochant son billet pour la Coupe du monde 2023. Le pays est devenu le plus petit pays à se qualifier pour une Coupe du monde, battant ainsi le record détenu par le Monténégro.

## Résultats

### Palmarès
| Compétitions mondiales                             | Compétitions continentales       | Autres compétitions                                             |
| -------------------------------------------------- | -------------------------------- | --------------------------------------------------------------- |
| - Jeux olympiques - Néant - Coupe du monde - Néant | - AfroBasket - Troisième en 2007 | - Jeux de la Lusophonie - Finaliste en 2009 - Troisième en 2006 |

### Parcours en compétitions internationales

#### Jeux olympiques
| Année | Position           |      | Année              | Position     |               | Année | Position |
| 1936  | Équipe inexistante | 1976 | Équipe inexistante | 2008         | Non qualifiée |       |          |
| 1948  | Équipe inexistante | 1980 | Équipe inexistante | 2012         | Non qualifiée |       |          |
| 1952  | Équipe inexistante | 1984 | Équipe inexistante | 2016         | Non qualifiée |       |          |
| 1956  | Équipe inexistante | 1988 | Non qualifiée      | 2020         | Non qualifiée |       |          |
| 1960  | Équipe inexistante | 1992 | Non qualifiée      | 2024         | Non qualifiée |       |          |
| 1964  | Équipe inexistante | 1996 | Non qualifiée      | 2028         | -             |       |          |
| 1968  | Équipe inexistante | 2000 | Non qualifiée      | 2032         | -             |       |          |
| 1972  | Équipe inexistante | 2004 | Non qualifiée      | Pays inconnu | -             |       |          |

#### Coupe du Monde
| Année | Position           |      | Année              | Position |               | Année | Position |
| 1950  | Équipe inexistante | 1978 | Équipe inexistante | 2006     | Non qualifiée |       |          |
| 1954  | Équipe inexistante | 1982 | Équipe inexistante | 2010     | Non qualifiée |       |          |
| 1959  | Équipe inexistante | 1986 | Équipe inexistante | 2014     | Non qualifiée |       |          |
| 1963  | Équipe inexistante | 1990 | Non qualifiée      | 2019     | Non qualifiée |       |          |
| 1967  | Équipe inexistante | 1994 | Non qualifiée      | 2023     | 28e           |       |          |
| 1970  | Équipe inexistante | 1998 | Non qualifiée      | 2027     | -             |       |          |
| 1974  | Équipe inexistante | 2002 | Non qualifiée      | 2031     | -             |       |          |

#### AfroBasket
| Année | Position           |      | Année              | Position     |               | Année | Position |
| 1962  | Équipe inexistante | 1983 | Équipe inexistante | 2005         | Non qualifiée |       |          |
| 1964  | Équipe inexistante | 1985 | Équipe inexistante | 2007         | Troisième     |       |          |
| 1965  | Équipe inexistante | 1987 | Équipe inexistante | 2009         | 13e           |       |          |
| 1968  | Équipe inexistante | 1989 | Non qualifiée      | 2011         | Non qualifiée |       |          |
| 1970  | Équipe inexistante | 1992 | Non qualifiée      | 2013         | 6e            |       |          |
| 1972  | Équipe inexistante | 1993 | Non qualifiée      | 2015         | 10e           |       |          |
| 1974  | Équipe inexistante | 1995 | Non qualifiée      | 2017         | Non qualifiée |       |          |
| 1975  | Équipe inexistante | 1997 | 7e                 | 2021         | 4e            |       |          |
| 1978  | Équipe inexistante | 1999 | 9e                 | 2025         | -             |       |          |
| 1980  | Équipe inexistante | 2001 | Non qualifiée      | 2029         | -             |       |          |
| 1981  | Équipe inexistante | 2003 | Non qualifiée      | Pays inconnu | -             |       |          |

## Joueurs célèbres
- Ivan Almeida
- Walter Tavares
- Marcos Martin Silva